# Panikos Euthymiadīs
Panikos Euthymiadīs (in greco: Πανίκος Ευθυμιάδης; 1944) è un ex calciatore cipriota, di ruolo centrocampista.

## Carriera
Ha giocato 16 partite per la nazionale cipriota, mettendo a segno un gol.